# Nicolai Zaharia
Nicolai Zaharia (n. 11 aprilie 1916, Fălticeni – d. 2 mai 1974, Iași) a fost un medic român, profesor de Biologie medicală și genetică la Institutul de Medicină și Farmacie din Iași, rector al acestei instituții.

## Biografie
Nicolai Zaharia a urmat studiile liceale la Fălticeni și, în 1933, a obținut bacalaureatul la Liceul „Aron Pumnul” din Cernăuți. Ulterior urmează cursurile Facultății de Medicină din Iași și, după absolvire, se specializează în medica internă. În 1949 devine conferențiar la Institutul de Medicină și Farmacie din Iasi la disciplina Biologie medicală condusă de academinianul Vasile Mârza, disciplină nou înființată ca urmare a reformei învățământului medical din 1948. În 1952 devine titularul catedrei iar în 1965 profesor, orientând disciplina de Biologie medicală pe studiul dezvoltării filogenetice și ontogenetice a diferitelor sisteme și funcții, al geneticii și al originii și evoluției omului. Deși teoriile dominante impuse de școala sovietică cereau studierea exclusivă a concepției miciuriniste, profesorul Zaharia a prezentat studenților mendelismul și teoria cromozomială a eredității a lui Morgan. În 1964 a publicat primul curs din România intitulat „Probleme de genetică”, tratând inclusiv subiecte de patologie genetică, și a inițiat dezvoltarea geneticii umane și medicale la Iași înființând unul din primele laboratoare de citogenetică medicală din România (1965) și un Centru de patologie genetică (1970).
Între anii 1950 - 1953 a fost decan al Facultății de Medicină Generală și ulterior, între februarie 1953 - noiembrie 1954, a ocupat funcția de rector al Institutului de Medicină, funcție la care a renunțat datorită unei vechi boli cardiace.
A fost căsătorit cu Teodora Hudiță, fiică a lui Ion Hudiță.